# Massaker von Pazigyi
Das Massaker von Pazigyi (birmanisch: ပဇီကြီး အစုအပြုံလိုက် သတ်ဖြတ်ခံရမှု) war ein Massenmord, welcher von der Luftwaffe von Myanmar am 11. April 2023 im Dorf Pazigyi in der Region Sagaing in Myanmar durchgeführt wurde. Die Luftwaffe von Myanmar startete eine Reihe von Luftangriffen auf die Eröffnungsfeier eines Büros der People’s Defence Forces (PDF) im Dorf Pazigyi. Pazigyi befand sich in einem Gebiet, welches von Widerstandskräften gehalten wurde. Dabei tötete sie mindestens 130 Menschen. Es handelte sich um den Angriff der Junta mit der größten Zahl an Todesopfern seit dem Militärputsch in Myanmar im Jahr 2021.

## Hintergrund
Am 1. Februar 2021 führten die Streitkräfte von Myanmar einen Staatsstreich durch und setzten die demokratisch gewählte Regierung unter der Führung der Nationalen Liga für Demokratie ab. Kurz darauf gründete das Militär eine Junta, den Staatsverwaltungsrat, und erklärte den nationalen Ausnahmezustand. Als Reaktion darauf veranstalteten Zivilisten im ganzen Land groß angelegte Proteste, um sich der militärischen Übernahme zu widersetzen. Noch im selben Jahr formte sich daraus ein bewaffneter Widerstand der Zivilbevölkerung gegen den Staatsverwaltungsrat.
Pazigyi liegt im traditionellen birmanisch-buddhistischen Kernland, das sich schnell zu einer Hochburg des Widerstands gegen die militärische Herrschaft entwickelte. Pazigyi ist ein kleines Bauerndorf mit etwa 233 Haushalten in der Region Sagaing, die an die zweitgrößte Stadt des Landes, Mandalay, grenzt.
Anfang April 2023 starteten die Truppen der Armee von Myanmar eine militärische Offensive in der Region Sagaing, um den lokalen Widerstand einzuschüchtern und zu unterdrücken, indem sie Dörfer verbrannten und überfielen, Dorfbewohner hinrichteten und Tausende von Menschen aus ihren Häusern vertrieben. Bis zum 23. Februar befanden sich 14 der 50 Gemeinden, die unter Kriegsrecht gesetzt wurden, in der Region Sagaing.

## Das Massaker
Am 11. April 2023 versammelten sich über 800 Dorfbewohner in Pazigyi, um die Eröffnung eines Verwaltungsbüros der People’s Defence Force zu feiern, in dem Essen und Tee angeboten wurde. Die Veranstaltung fiel mit dem dritten Tag der burmesischen Neujahrsfeier zusammen. Während der Feier bombardierte ein JF-17-Kampfjet das Gebiet. Kurz darauf feuerte ein Hubschrauber wahllos auf Ziele am Boden. Der Luftangriff führte zum Tod von über 130 Menschen und sorgte für weitere 30 Verletzte, wobei unter den Opfern auch Kinder waren.
Später um 17:23 Uhr startete ein Mi-35-Hubschrauber, der vom Luftwaffenstützpunkt Tada-U gestartet war, einen zweiten Angriff auf das Dorf Pazigyi.
Noch spät in der Nacht desselben Tages bestätigte der Sprecher der Junta, Generalmajor Zaw Min Tun, dass der Angriff stattgefunden hatte, jedoch nicht, wie viele Menschen dabei getötet worden waren.
34 Kinder wurden durch den Luftangriff getötet, viele Leichen blieben unidentifiziert. Jede Familie im Dorf verlor während des Angriffs angeblich zwischen zwei und vier Familienmitglieder.

## Reaktionen

### Internationale Reaktionen
Der Generalsekretär der Vereinten Nationen António Guterres gab am 11. April eine Erklärung ab, in der er den Angriff scharf verurteilte und forderte, dass die Verantwortlichen zur Rechenschaft gezogen würden. Der UN-Sonderberichterstatter für Myanmar Thomas Andrews erklärte: „Die Angriffe des Militärs von Myanmar gegen unschuldige Menschen, einschließlich des heutigen Luftangriffs in Sagaing, werden durch die Gleichgültigkeit der Welt und diejenigen, die sie mit Waffen versorgen, ermöglicht.“
Die ASEAN gab am 13. April eine Erklärung ab, in der sie den Angriff verurteilte und erklärte, dass „alle Formen von Gewalt sofort beendet werden müssen, insbesondere die Anwendung von Gewalt gegen Zivilisten“, und wiederholte den im April 2021 vereinbarten Fünf-Punkte-Konsens.
Das Außenministerium der Vereinigten Staaten äußerte tiefe Besorgnis über die Luftangriffe und forderte das Regime von Myanmar auf, der „schrecklichen Gewalt“ ein Ende zu setzen. Japans Chefkabinettssekretär Hirokazu Matsuno verurteilte die Gewalt aufs Schärfste und forderte sowohl die Einstellung der Gewalt als auch die Wiederherstellung der Demokratie. Taiwans Außenministerium verurteilte die Anwendung von Gewalt durch das birmanische Militär und fügte hinzu, dass dies die innenpolitische Situation verschlechtern würde, und forderte das Regime auf, die Demokratie wiederherzustellen. Sowohl China als auch Russland weigerten sich, den Entschließungsentwurf zur Verurteilung des Luftangriffs zu akzeptieren.
Amnesty International forderte eine internationale Aussetzung der Luftfahrtkraftstoffimporte nach Myanmar.

### Nationale Reaktionen
Die Regierung der nationalen Einheit hat angeordnet, dass die Flagge der PDF auf halbmast gehisst wird, um sich mit den Opfern der Luftangriffe des Militärs zu solidarisieren.
Der Ausschuss des Repräsentantenhauses gab eine Erklärung ab, in der er sagte, dass unzählige weitere birmanische Bürger ins Verderben gestürzt werden, wenn die internationale Gemeinschaft keine entscheidenden Maßnahmen gegen die „terroristische Armee“ ergreift.
Das Verteidigungsministerium der Regierung der nationalen Einheit stellte fest, dass der Luftangriff auf das Dorf Pazigyi ein Kriegsverbrechen sei, und forderte, das Militärregime so schnell wie möglich aus Myanmar zu vertreiben.
Die Außenministerin der Regierung der nationalen Einheit, Zin Mar Aung, kündigte an, dass sie sich bemühen würde, Gerechtigkeit für das Dorf Pazigyi zu sichern.
Der Karenni State Consultative Council (KSCC) erklärte, dass der „terroristische Militärrat“ an Massakern gegen Zivilisten beteiligt sei, und betonte die Notwendigkeit einer gemeinsamen Anstrengung, um die Militärdiktatur mit voller Kraft zu bekämpfen, um ihre Herrschaft schnell zu beenden.